# Complex de llançament 17
El complex de llançament 17 (LC-17) (SLC-17), prèviament designat Launch Complex 17 (LC-17), va ser un conjunt de grans instal·lacions dins del Centre Espacial John F. Kennedy situat a Cap Canaveral, Florida (EUA) usat pels llançaments de coets Thor i Delta entre 1958 i 2011.
Va ser construït el 1956 per al seu ús amb el míssil PGM-17 Thor, el primer míssil balístic operatiu a l'arsenal dels Estats Units. Més recentment, el complex de llançament s'ha utilitzat per als vehicles de la família de coets Delta, derivats del míssil Thor, per llançar sondes a la Lluna i planetes, observatoris solars i satèl·lits meteorològics.
SLC-17 té dues plataformes de llançament per a vehicles de llançament d'un sol ús (ELV), 17A i 17B. Les plataformes van ser operades per la 45a ala espacial de les Forces Aèries dels Estats Units d'Amèrica i va donar suportar a més de 300 llançaments de coets i míssils del Departament de Defensa dels Estats Units, la NASA i càrregues comercials. Després de l'últim llançament militar, a l'agost de 2009, SLC-17A va ser retirat de l'ús, i SLC-17B va ser transferit a la NASA per a dos llançaments restants.
El Pad 17A va donar suport al primer llançament de míssils Thor el 3 d'agost de 1957 i el Pad 17B va donar suport al primer llançament de Thor el 25 de gener de 1957. El lloc es va actualitzar a principis dels anys 60 per donar suport a una varietat d'ELVs més moderns, derivats del coet bàsic Thor. Els ELV moderns basats en Thor van ser anomenats la família de coets Delta.
Es van llançar trenta-cinc missions de coets Delta des del Complex 17 entre a principis de 1960 i finals de 1965. En aquesta època el complex va ser operat per la Força Aèria. La força aèria va transferir el Complex 17 a NASA el 1965, però el lloc va ser retornat a la Força Aèria el 1988 per donar suport al programa Delta II.
Quan el Delta II va començar durant la pròxima dècada, el Pad 17B es va modificar el 1997 per donar suport a un nou i més potent vehicle de llançament, el Delta III, que va fer el seu primer vol des del complex el 26 d'agost de 1998. El llançament va acabar en fracàs, igual que un segon llançament l'any vinent. Després d'un tercer llançament, el 23 d'agost de 2000, es va col·locar un simulador de massa en una òrbita inferior a la prevista, el programa va ser abandonat.
Entre les principals missions de la NASA llançades des del complex hi havia les sondes espacials Explorer i Pioneer, tots els Orbiting Solar Observatories, el Solar Maximum Mission, Biological Satellites (BIOS), el International Cometary Explorer, els satèl·lits meteorològics TIROS i GOES, i els Mars Exploration Rovers Spirit i Opportunity.
El 10 de setembre de 2011, un Delta II 7920H-10C va fer el llançament final des de Space Launch Complex 17, transportant la nau GRAIL de la NASA. Tots els llançaments restants de Delta II van ser fets des de Vandenberg Air Force Base a Califòrnia.